# Marainville-sur-Madon
Marainville-sur-Madon est une commune française située dans le département des Vosges, en Lorraine, dans l'actuelle région Grand Est.

### Localisation

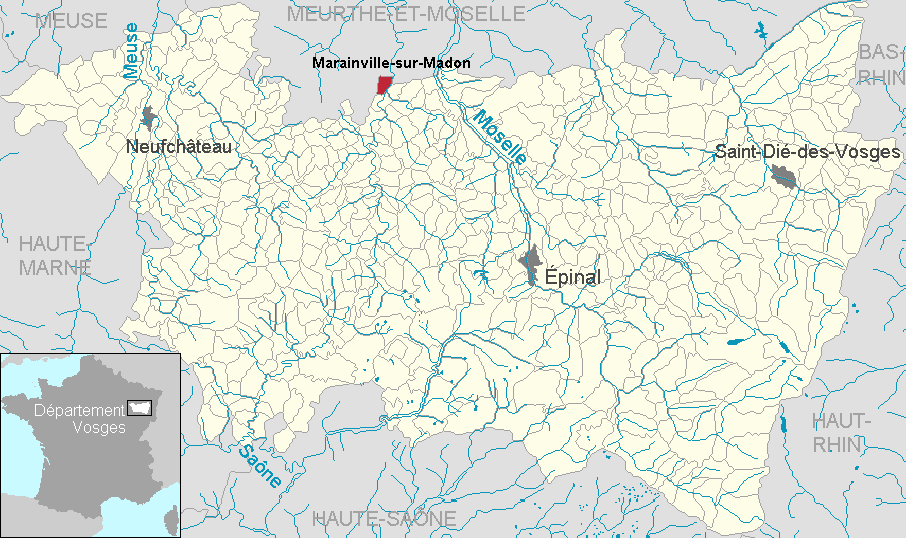
Localisation dans le département.

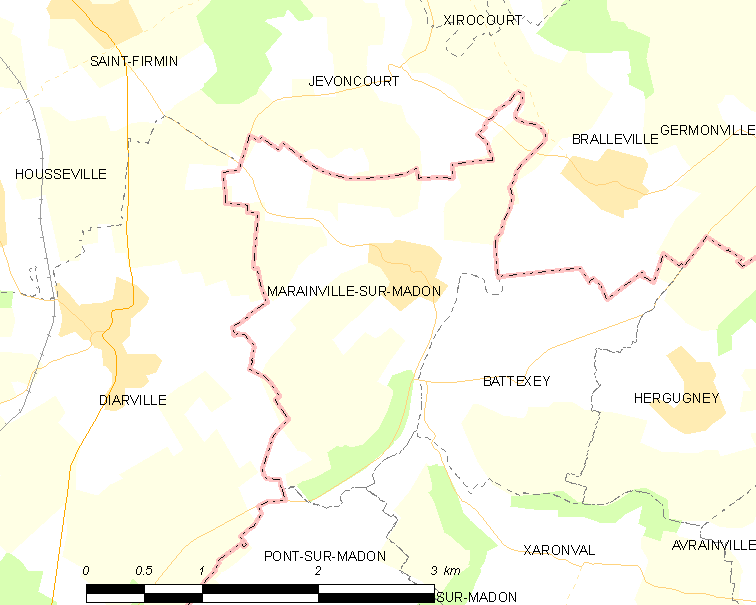
Situation géographique de Marainville-sur-Madon.

## Géographie

### Géologie et relief
Marainville est la dernière commune vosgienne traversée par le Madon avant que celui-ci pénètre en Meurthe-et-Moselle. Son territoire est voué à l'agriculture et ne possède pas de forêts.
La commune se compose de 27,66 hectares de territoires artificialisés (5,61 %), 437,26 hectares de territoires agricoles (88,69 %) et 28,24 hectares de forêts et milieux semi-naturels  (5,73 %).
Espaces naturels :
- Une zone naturelle d'intérêt écologique, faunistique et floristique (Znieff) :  Gîtes à chiroptères à Xirocourt.

### Hydrographie et les eaux souterraines
Hydrogéologie et climatologie : Système d’information pour la gestion des eaux souterraines du bassin Rhin-Meuse :
Territoire communal : Occupation du sol (Corinne Land Cover); Cours d'eau (BD Carthage),
Géologie : Carte géologique; Coupes géologiques et techniques,
 Hydrogéologie : Masses d'eau souterraine; BD Lisa; Cartes piézométriques.

#### Réseau hydrographique
La commune est située dans le bassin versant du Rhin au sein du bassin Rhin-Meuse. Elle est drainée par le Madon et le ruisseau le Beaulong,.
Le Madon, d'une longueur totale de 96,9 km, prend sa source dans la commune de Vioménil et se jette dans la Moselle à Pont-Saint-Vincent, après avoir traversé 47 communes.

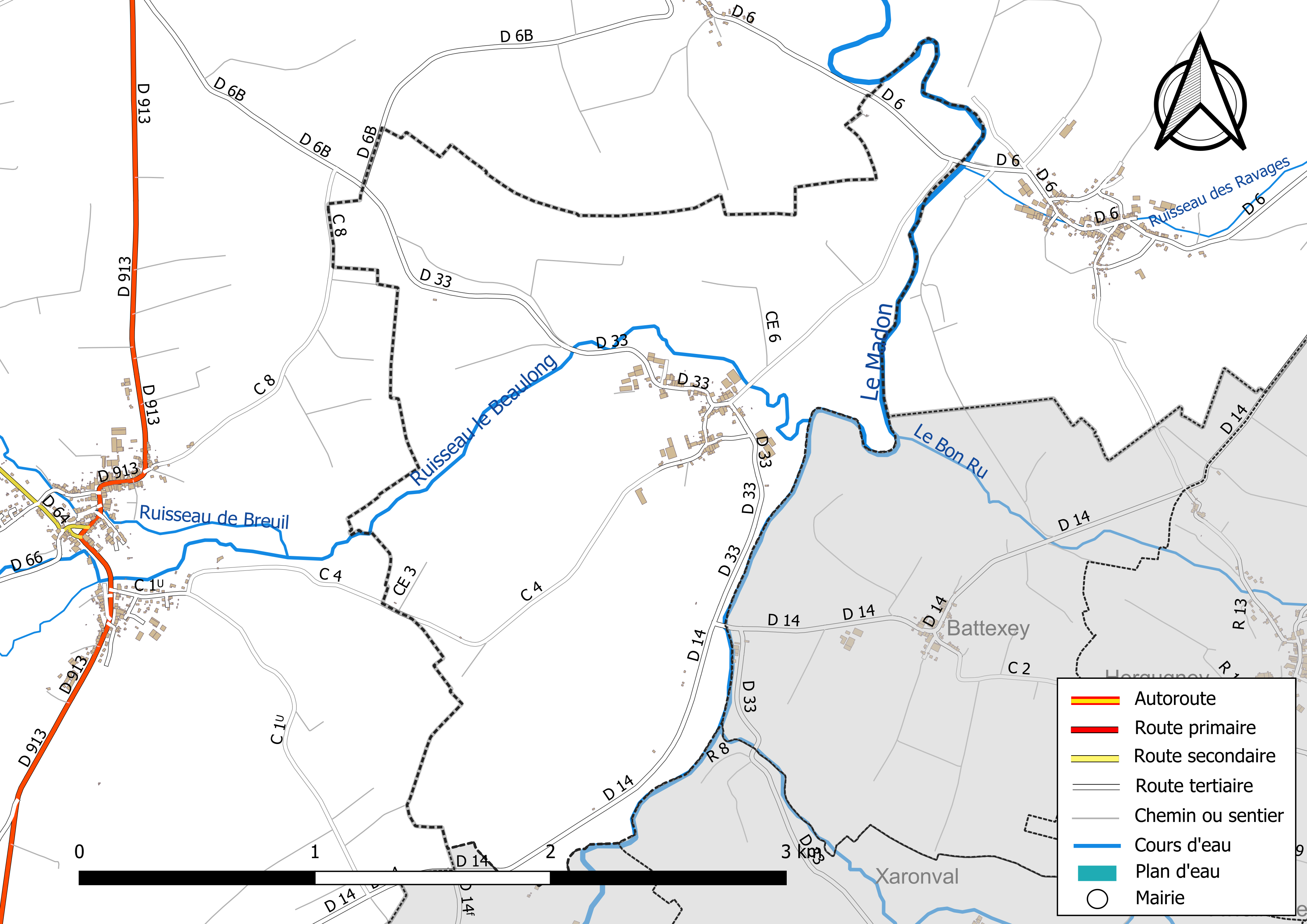
Réseaux hydrographique et routier de Marainville-sur-Madon.

Le ruisseau le Beaulong, d'une longueur totale de 10,7 km, prend sa source dans la commune de They-sous-Vaudemont et se jette dans le Madon à Battexey, après avoir traversé six communes.

#### Gestion et qualité des eaux
Le territoire communal est couvert par le schéma d'aménagement et de gestion des eaux (SAGE) « Nappe des Grès du Trias Inférieur ». Ce document de planification, dont le territoire comprend le périmètre de la zone de répartition des eaux de la nappe des Grès du trias inférieur (GTI), d'une superficie de 1 497 km2,  est en cours d'élaboration. L’objectif poursuivi est de stabiliser les niveaux piézométriques de la nappe des GTI et atteindre l'équilibre entre les prélèvements et la capacité de recharge de la nappe. Il doit être cohérent avec les objectifs de qualité définis dans les SDAGE Rhin-Meuse et Rhône-Méditerranée. La structure porteuse de l'élaboration et de la mise en œuvre est le conseil départemental des Vosges.
La qualité des eaux de baignade et des cours d’eau peut être consultée sur un site dédié géré par les agences de l’eau et l’Agence française pour la biodiversité.

### Climat
Pour des articles plus généraux, voir Climat du Grand Est et Climat des Vosges.
En 2010, le climat de la commune est de type climat des marges montargnardes, selon une étude du Centre national de la recherche scientifique s'appuyant sur une série de données couvrant la période 1971-2000. En 2020, Météo-France publie une typologie des climats de la France métropolitaine dans laquelle la commune est exposée à un climat semi-continental et est dans la région climatique  Lorraine, plateau de Langres, Morvan, caractérisée par un hiver rude (1,5 °C), des vents modérés et des brouillards fréquents en automne et hiver. 
Pour la période 1971-2000, la température annuelle moyenne est de 9,8 °C, avec une amplitude thermique annuelle de 17,1 °C. Le cumul annuel moyen de précipitations est de 871 mm, avec 11,9 jours de précipitations en janvier et 9,5 jours en juillet. Pour la période 1991-2020, la température moyenne annuelle observée sur la station météorologique de Météo-France la plus proche, « Mirecourt-inra », sur la commune de Mirecourt à 11 km à vol d'oiseau, est de 10,4 °C et le cumul annuel moyen de précipitations est de 824,3 mm. 
La température maximale relevée sur cette station est de 39,5 °C, atteinte le 25 juillet 2019 ; la température minimale est de −19,5 °C, atteinte le 20 décembre 2009,,. 
Les paramètres climatiques de la commune ont été estimés pour le milieu du siècle (2041-2070) selon différents scénarios d'émission de gaz à effet de serre à partir des nouvelles projections climatiques de référence DRIAS-2020. Ils sont consultables sur un site dédié publié par Météo-France en novembre 2022.

## Urbanisme

### Typologie
Au 1er janvier 2024, Marainville-sur-Madon est catégorisée commune rurale à habitat dispersé, selon la nouvelle grille communale de densité à sept niveaux définie par l'Insee en 2022.
Elle est située hors unité urbaine. Par ailleurs la commune fait partie de l'aire d'attraction de Nancy, dont elle est une commune de la couronne,. Cette aire, qui regroupe 353 communes, est catégorisée dans les aires de 200 000 à moins de 700 000 habitants,.

### Occupation des sols
L'occupation des sols de la commune, telle qu'elle ressort de la base de données européenne d’occupation biophysique des sols Corine Land Cover (CLC), est marquée par l'importance des territoires agricoles (88,7 % en 2018), en diminution par rapport à 1990 (94,3 %). La répartition détaillée en 2018 est la suivante : 
terres arables (47,6 %), prairies (41 %), forêts (5,7 %), zones urbanisées (5,6 %). L'évolution de l’occupation des sols de la commune et de ses infrastructures peut être observée sur les différentes représentations cartographiques du territoire : la carte de Cassini (XVIIIe siècle), la carte d'état-major (1820-1866) et les cartes ou photos aériennes de l'IGN pour la période actuelle (1950 à aujourd'hui).

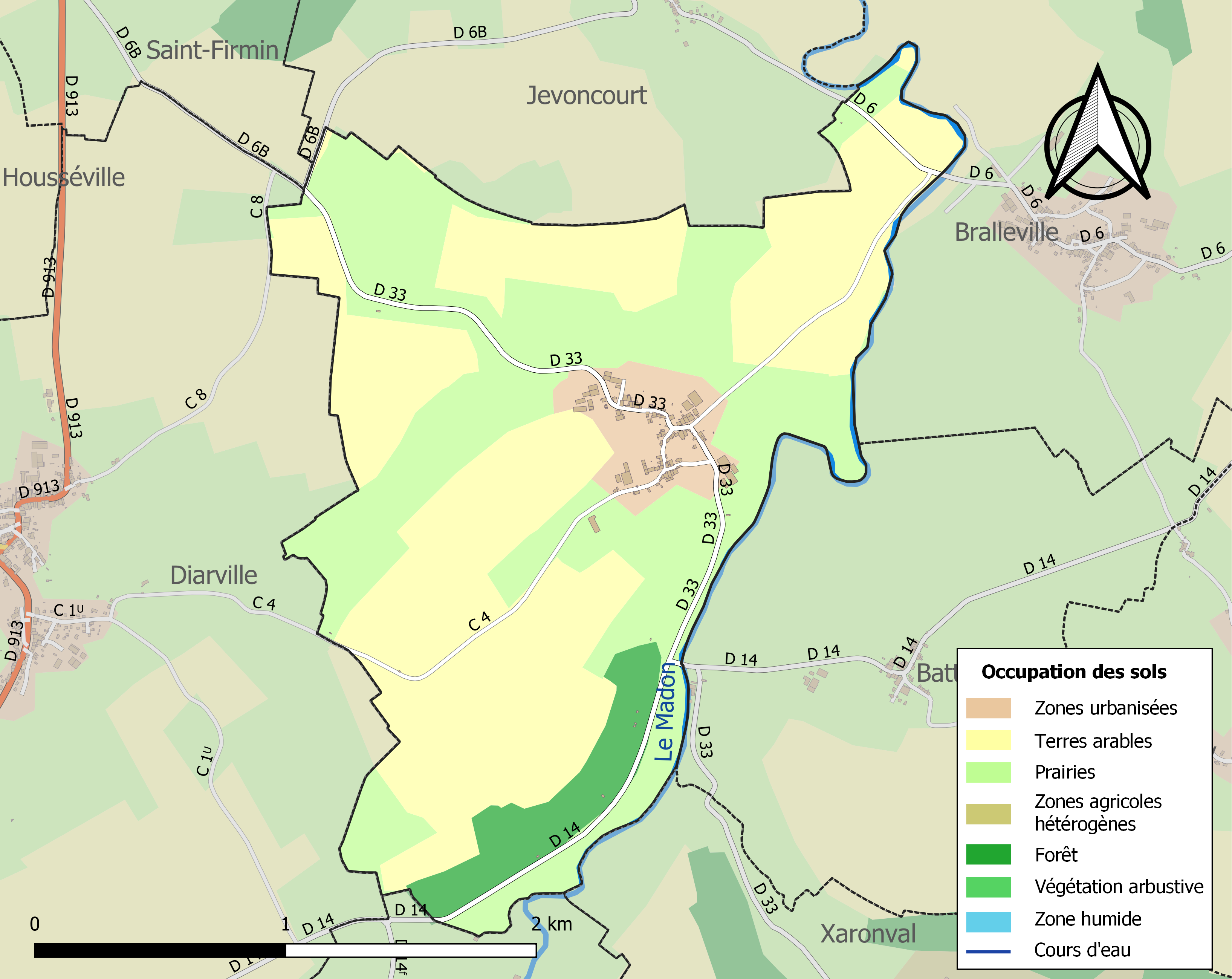
Carte des infrastructures et de l'occupation des sols de la commune en 2018 (CLC).

### Voies de communications et transports

#### Voies routières
- A330. Échangeur Flavigny-sur-Moselle.

#### Transports en commun
- Fluo Grand Est.

#### Lignes SNCF
- Gare de Charmes.
- Gare de Bayon.

#### Transports aériens
- L'Aéroport d'Épinal-Mirecourt « Vosges Aéroport ».

À partir de l'été 2021, l’aéroport d’Épinal-Mirecourt est devenu le "pélicandrome" de la Zone Est et servira ainsi de base de ravitaillement et d’intervention pour les avions bombardiers d’eau connus sous le nom de Dash 8.

## Toponymie
Le nom de la localité est attesté sous les formes Marainvilla, Mareinvilla (1402) ; Merreinville sup Maudon (1447) ;Mai renville sur Maldon (1534) ; Marenville sur Maldon (1573) ; Marainville sur Mauldon (XVIe siècle).

Par décret du 15 novembre 1932, Marainville prend le nom de Marainville-sur-Madon.
Le Madon est une rivière française du Grand Est née dans les collines de la Vôge. Il s'écoule vers le nord, baignant les départements des Vosges et de Meurthe-et-Moselle.

## Histoire

### Période de l'Ancien Régime
En 1608, la seigneurie de Marainville est donnée par le duc de Lorraine à Nicolas de Gleisenove, en échange des fiefs et des « coppels » de Charmes ; Nicolas de Gleisenove fait construire le château de Marainville.
La paroisse relève du bailliage de Mirecourt ; du point de vue religieux, elle dépend de l’abbaye Notre-Dame-de-l'Assomption de Flabémont.
Le 29 juillet 1728, la « terre et seigneurie » de Marainville est  érigée en comté en faveur de Charles-Antoine Royer (mort en 1731), dont la fille Charlotte est l'épouse d'Étienne Julien Locquet de Grandville, lieutenant général des armées du roi. Vers 1750, le comté passe à Charles-Joseph de Rutant, époux de Marguerite Locquet de Grandville. 
Après la mort de Charles-Joseph (vers 1780), la seigneurie est vendue au comte d'origine polonaise Michał Pac, qui la revend vers 1785. Cette revente est la cause du retour en Pologne de l'intendant polonais et sa famille (cf plus loin Nicolas Chopin).
La Franc-maçonnerie à Marainville a été très active au XVIIIe siècle. Le comte Julien Locquet-de-Granville était franc-maçon à la loge de Lunéville et son épouse, Élisabeth Charlotte Léopoldine Royer bien que non maçonne était considérée comme telle par les maçons parisiens qui l'appelaient "notre chère free massone". Leur gendre, le comte Charles-Joseph de Rutant était aussi un franc-maçon avéré, mais membre de la loge maçonnique de Mirecourt.
1771 est l'année de la naissance à Marainville de Nicolas Chopin, père du compositeur. Jeune homme instruit, il accompagne à 16 ans une famille polonaise aisée quittant Marainville pour la Pologne où il émigre. Il s'y mariera et aura quatre enfants dont le musicien (voir ci-dessous : "Personnalités liées à la commune")

### Marainville depuis la Révolution
En 1790, la commune de Marainville fait partie du canton et du district de Mirecourt.
En 1801, elle est transférée au canton de Charmes.

## Politique et administration

### Découpage territorial
Par arrêté préfectoral du 15 septembre 2023, la commune est retirée le 1er janvier 2024 de l'arrondissement d'Épinal et rattachée à l'arrondissement de Neufchâteau.

### Liste des maires
| Période                                  | Période                       | Identité            | Étiquette | Qualité |
| ---------------------------------------- | ----------------------------- | ------------------- | --------- | ------- |
| Les données manquantes sont à compléter. |                               |                     |           |         |
| avant 1981                               | mars 2001                     | Jacques Clément     |           |         |
| mars 2001                                | mars 2008                     | Maryse Ohnenstetter | UDF       |         |
| mars 2008                                | En cours (au 18 février 2015) | Anne Simonin        |           |         |

### Budget et fiscalité 2023

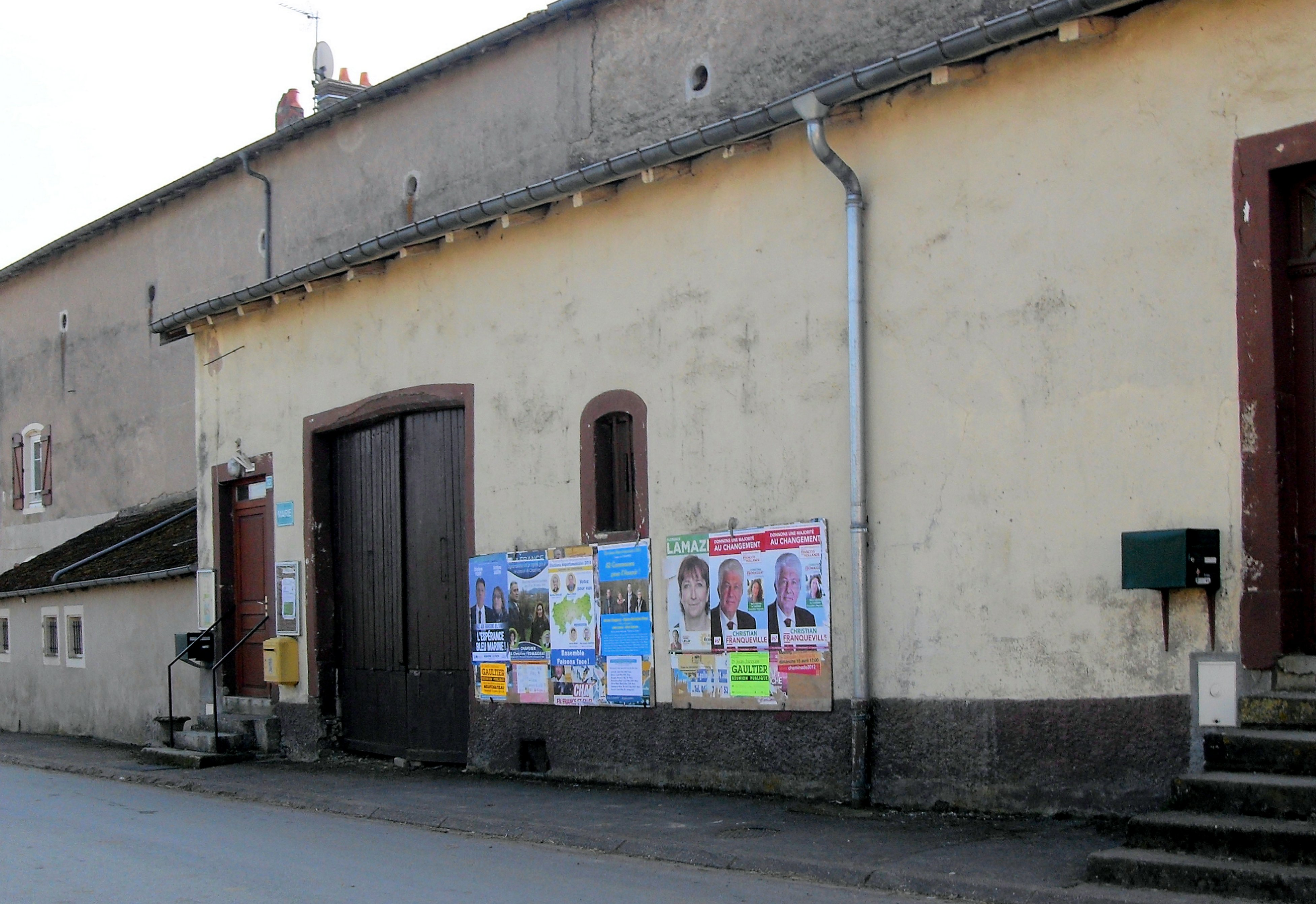
La mairie.

En 2023, le budget de la commune était constitué ainsi :
- total des produits de fonctionnement : 68 000 €, soit 702 € par habitant ;
- total des charges de fonctionnement : 57 000 €, soit 591 € par habitant ;
- total des ressources d'investissement : 1 000 €, soit 6 € par habitant ;
- total des emplois d'investissement : 14 000 €, soit 147 € par habitant ;
- endettement : 111 000 €, soit 1 140 € par habitant.

Avec les taux de fiscalité suivants :
- taxe d'habitation : 20,50 % ;
- taxe foncière sur les propriétés bâties : 39,65 % ;
- taxe foncière sur les propriétés non bâties : 18,40 % ;
- taxe additionnelle à la taxe foncière sur les propriétés non bâties : 0,00 % ;
- cotisation foncière des entreprises : 0,00 %.

Chiffres clés Revenus et pauvreté des ménages en 2021 : médiane en 2021 du revenu disponible, par unité de consommation.

## Population et société

### Démographie

#### Évolution démographique
L'évolution du nombre d'habitants est connue à travers les recensements de la population effectués dans la commune depuis 1793. Pour les communes de moins de 10 000 habitants, une enquête de recensement portant sur toute la population est réalisée tous les cinq ans, les populations de référence des années intermédiaires étant quant à elles estimées par interpolation ou extrapolation. Pour la commune, le premier recensement exhaustif entrant dans le cadre du nouveau dispositif a été réalisé en 2004.

En 2022, la commune comptait 98 habitants, en évolution de +5,38 % par rapport à 2016 (Vosges : −2,96 %, France hors Mayotte : +2,11 %).
| 1793 | 1800 | 1806 | 1821 | 1831 | 1836 | 1841 | 1846 | 1856 |
| ---- | ---- | ---- | ---- | ---- | ---- | ---- | ---- | ---- |
| 274  | 249  | 261  | 256  | 280  | 284  | 258  | 237  | 217  |

| 1861 | 1866 | 1876 | 1881 | 1886 | 1891 | 1896 | 1901 | 1906 |
| ---- | ---- | ---- | ---- | ---- | ---- | ---- | ---- | ---- |
| 203  | 199  | 185  | 186  | 188  | 160  | 136  | 136  | 141  |

| 1911 | 1921 | 1926 | 1931 | 1936 | 1946 | 1954 | 1962 | 1968 |
| ---- | ---- | ---- | ---- | ---- | ---- | ---- | ---- | ---- |
| 127  | 108  | 115  | 107  | 105  | 89   | 87   | 90   | 96   |

| 1975 | 1982 | 1990 | 1999 | 2004 | 2006 | 2009 | 2014 | 2019 |
| ---- | ---- | ---- | ---- | ---- | ---- | ---- | ---- | ---- |
| 81   | 68   | 76   | 85   | 86   | 87   | 86   | 93   | 98   |

| 2022 | - | - | - | - | - | - | - | - |
| ---- | - | - | - | - | - | - | - | - |
| 98   | - | - | - | - | - | - | - | - |

### Enseignement
Établissements d'enseignements :
- Écoles maternelles et primaires à Diarville, Xirocourt, Praye, Savigny, Florémont.
- Collèges à Charmes, Mirecourt, Vézelise, Bayon, Dompaire.
- Lycées à Mirecourt, Pont-Saint-Vincent, Thaon-les-Vosges.

### Santé
Professionnels et établissements de santé :
- Médecins à Diarville, Haroué, Tantonville, Charmes, Vézelise, Mirecourt.
- Pharmacies à Diarville, Haroué, Charmes, Vézelise, Mirecourt.
- Hôpitaux à Charmes, Mirecourt, Mattaincourt, Châtel-sur-Moselle, Ville-sur-Illon.

### Cultes
- Culte catholique, Paroisse Saint-Nicolas-du-Haut-du-Mont[37], Diocèse de Saint-Dié.

## Économie

### Entreprises et commerces

#### Commerces
- Commerces et services de proximité[38].

## Culture locale et patrimoine

### Lieux et monuments

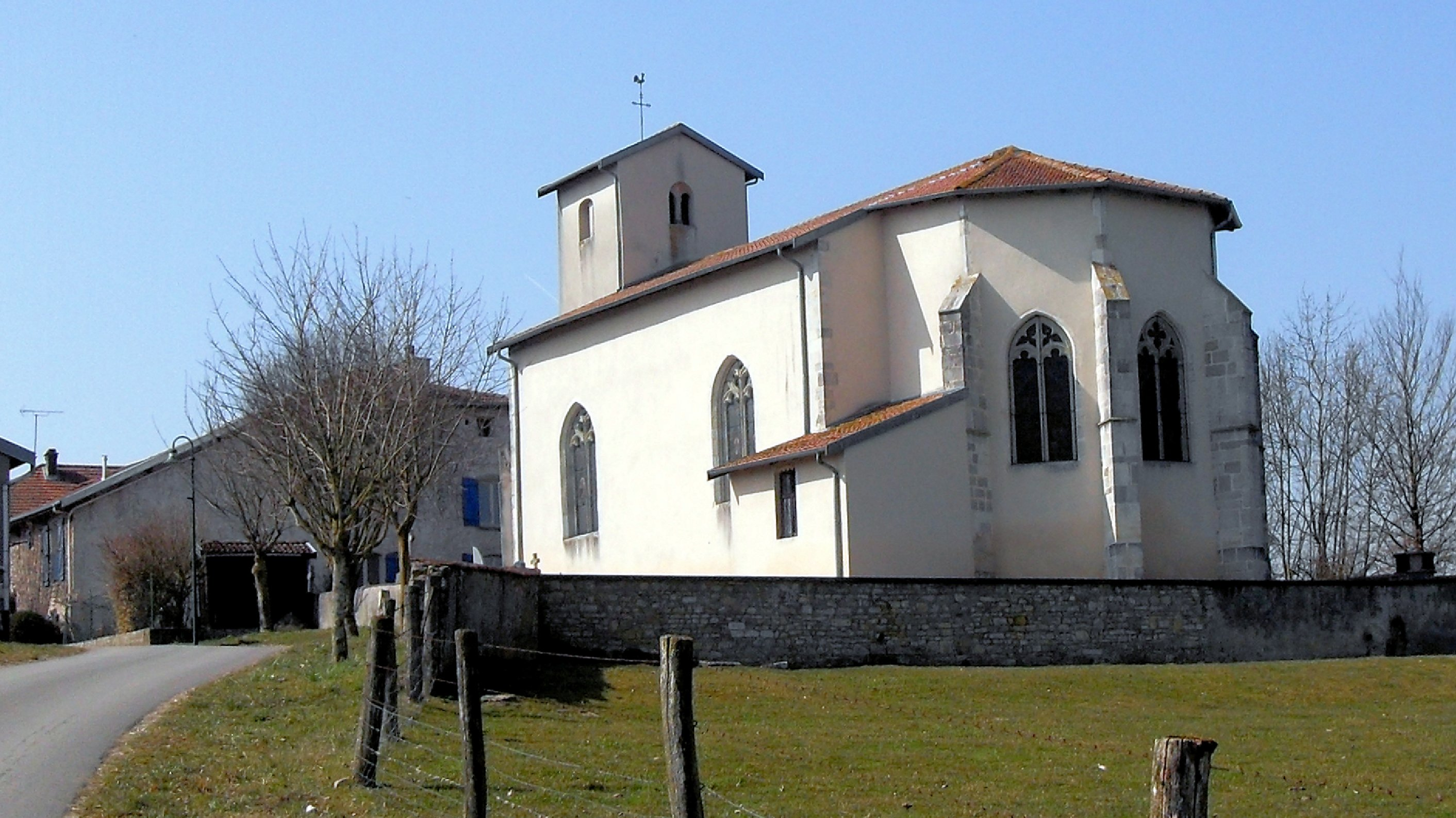
L'église Saint-Martin.
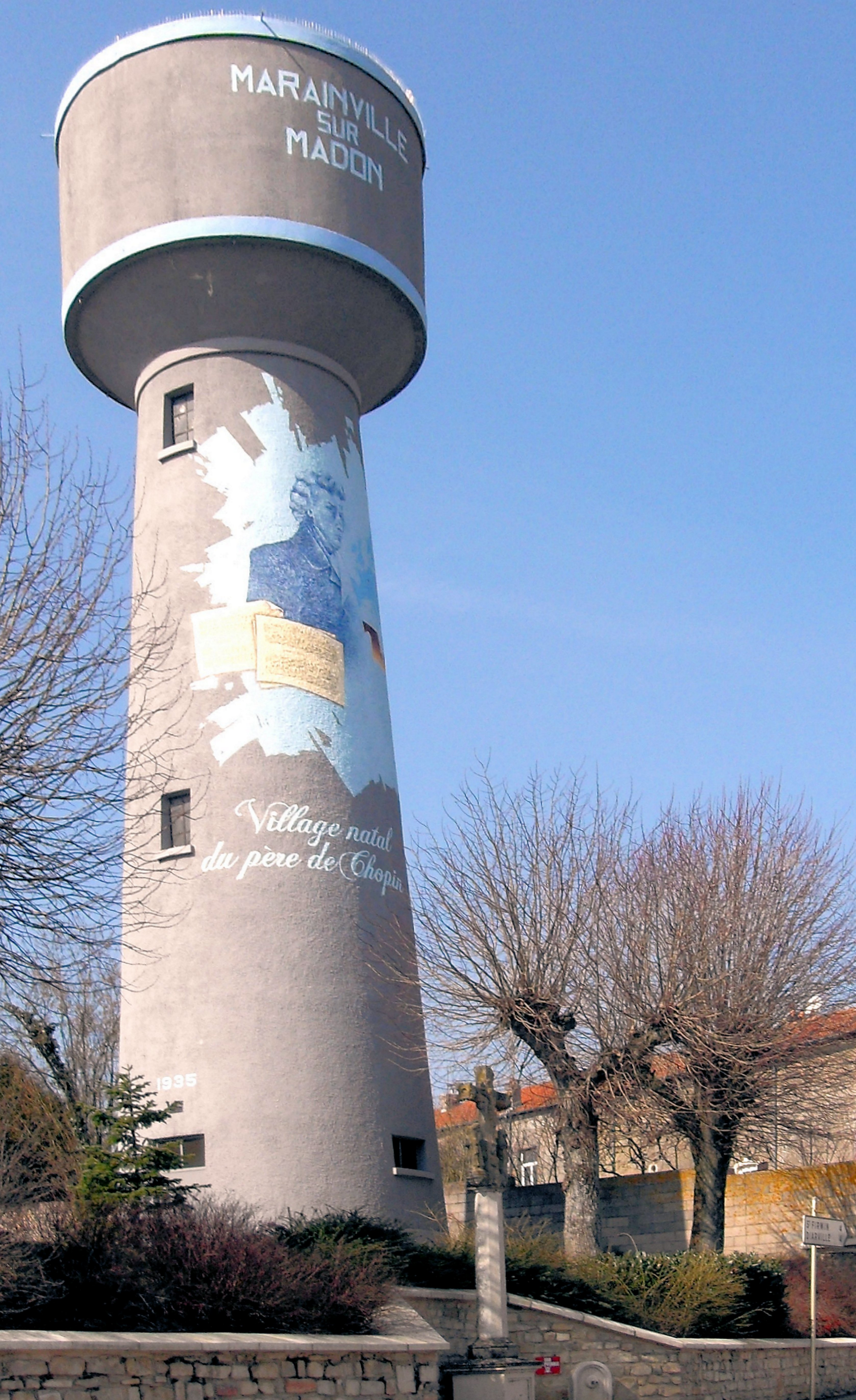
Le château d'eau.

- L'église Saint-Martin[39],[40].
- Une tombe à char sous tumulus datant du VIIe siècle av. J.-C., découverte en 1977 et fouillée entre 1986 et 1988, a livré un mobilier d'un grand intérêt[41]. Elle est sans doute liée au site fortifié de Saxon-Sion en Meurthe-et-Moselle[42].
- Patrimoine rural recensé par le service régional de l'Inventaire général du patrimoine culturel[43].
- L'ancien château[44].
- Le château d'eau.

### Personnalités liées à la commune
- Nicolas Chopin (1771-1844) : Le père de Frédéric Chopin est né à Marainville le 5 avril 1771[45], fils de François, charron, et de Marguerite Deflin (1736-1794).

François Chopin (1738-1814) est, dans les années 1770-1780, syndic de la paroisse et se trouve de ce fait en contact avec le seigneur de l'époque, Michel Jean Pac, un noble polonais du grand-duché de Lituanie, et surtout avec son intendant, Adam Weydlich, lui aussi Polonais. En 1787, après la mort de Michel Pac, la seigneurie de Marainville est revendue ; la famille Weydlich repart en Pologne, emmenant avec elle Nicolas Chopin qui se fixe définitivement dans ce pays et s'y marie en 1806 ; Frédéric Chopin naît en 1810.
En Pologne, Nicolas Chopin indiquait en général, comme lieu de naissance : « aux environs de Nancy », mais son dossier administratif de professeur, retrouvé en 1923, indique bien « Marainville » (à la suite de quoi son acte de baptême a été à son tour retrouvé et publié en 1926). Il n'a, semble-t-il, pas maintenu de liens avec sa famille ; le seul document retrouvé est une lettre de 1790. Il n'a pas été partie prenante de la succession de son père en 1814. Il ne semble pas que Frédéric Chopin, qui a vécu en France de 1831 à sa mort, ait su qu'il avait deux tantes à Marainville.
La maison natale de Nicolas Chopin n'est pas celle qui a été détruite en 1982 par un agriculteur, mais la maison mitoyenne, celle des beaux-parents. L'association « Les amis de Nicolas Chopin » de Marainville et le centre de recherche culturel Chopin de Charmes organisent régulièrement des concerts et des conférences sur Chopin.
- Michel Jean Pac (Michał Jan Pac[53], 1730-1787).

Cet aristocrate polonais est issu d'une très grande famille de Lituanie. Lui-même a été chambellan du roi de Pologne  Auguste III (1734-1763), puis sous le règne de Stanislas II Auguste, un des chefs de la rébellion de 1768 (« Confédération de Bar »). Il vient en France à la suite de l'échec de cette aventure. Il acquiert le château de Marainville en 1780 et le revend en 1785.
Il est apparenté à Louis Michel Pac (Michał Ludwik Pac, 1778-1835), né en France, général dans les armées napoléoniennes.
- Médaillés de Sainte-Hélène[57].

### Héraldique
| Blason | Blasonnement : De gueules à la roue de char celte d'or, le moyeu d’argent, accostée de deux clefs de sol d'argent; au chef triangulaire, ondé et cousu d'azur, chargé d'une croisette fleuronnée d'or. Commentaires : La croix fleuronnée est celle des Gleissnove, seigneur du lieu. La roue est celle d'un char découvert sous un tumulus à Marainville sur Madon en 1980. Les clefs de sol évoquent Frédéric Chopin dont le père était natif du village. Armoiries composées par R.A. Louis et B. Georgin, adoptées le 26 janvier 2018. |

## Pour approfondir
Bibliographie sur Chopin et sur la franc-maçonnerie à Marainville :
Toutes les biographies de Frédéric Chopin comportent un aperçu plus ou moins détaillé des origines lorraines de son père, notamment :
- Marie-Paule Rambeau, Chopin : l'enchanteur autoritaire, Paris Budapest Torino, L'Harmattan, coll. « Univers musical », 2005, 957 p. (ISBN 978-2-7475-8788-4), chap. 1
- Tadeusz A Zieliński (trad. Marie Bouvard, Laurence Dyèvre, Blaise et Krystyna de Obaldia), Frédéric Chopin [« Chopin : życie i droga twórcza »], Paris, Fayard, 1995 (ISBN 978-2-213-59352-4, BNF 36958592)

Les ouvrages les plus importants sont ceux de Gabriel Ladaique, professeur d'université, par ailleurs vice-président du Centre culturel Chopin de Charmes :
- Les Ancêtres paternels de Frédéric Chopin, thèse d'État sous la direction de Danièle Pistone (Université Paris IV, 1986), Lille, Atelier national Reproduction des thèses, 1987   (ISBN 2-905-05341-0)
- Les Origines lorraines de Frédéric Chopin, Sarreguemines, Pierron Éditions, 1999  (ISBN 2-708-50208-5)
- Chopin et sa filiation française, 2011 (édité par l'auteur)
- Chollet Jack. La Franc-maçonnerie à Mirecourt du XVIIIe siècle à nos jours. Éditions Gérard Louis, Haroué, 2013  (ISBN 978-2-35763-046-8)
- Chollet Jack et Andriot Cédric, Les Mystères de la Franc-maçonnerie à Lunéville. Éditions Gérard Louis, Haroué, 2016  (ISBN 978-2-35763-098-7)

Autres bibliographies et documentation diverse :
- Archives communales de Marainville-sur-Madon (1669-1993)
- Marainville-sur-Madon. Vue sur l'église
- Marainville-sur-Madon en 1939-1945
- Chiffres clés publiés par l'institut national de la statistique et des études économiques (INSEE). Dossier complet
- Inventaire national du patrimoine naturel de la commune